# Abracadabrella elegans
Espèce
Synonymes
- Marptusa elegans L. Koch, 1879

Abracadabrella elegans est une espèce d'araignées aranéomorphes de la famille des Salticidae.

## Distribution
Cette espèce est endémique du Queensland en Australie.

## Description
La carapace du mâle décrit par Żabka en 1991 mesure 1,59 mm de long sur 1,02 mm et l'abdomen 1,86 mm de long et la carapace de la femelle mesure 1,76 mm de long sur 1,18 mm et l'abdomen 2,72 mm de long.

## Publication originale
- L. Koch, 1879 : Die Arachniden Australiens. Nürnberg, vol. 1, p. 1045-1156 (texte intégral).